# ミハイル・アン
ミハイル・イヴァノヴィチ・アン (ロシア語: Михаил Иванович Ан、1952年2月19日 - 1979年8月11日) はソビエト連邦・ウズベク・ソビエト社会主義共和国タシュケント州出身のサッカー選手である。アンは高麗人（第二次世界大戦時に北東アジアから連行されてきた朝鮮民族）をその出自に持つ。

## 生涯
アンは16歳でポリトデル・タシュケント・オーブラスチと契約、2年プレーした後、当時ソ連サッカーリーグ1部に在籍していたFCパフタコール・タシュケントに移籍した。パフタコール・タシュケント在籍期間中、アンはソ連サッカーリーグ1部において233試合に出場し50ゴールを決めた。また、1974年まで1978年まで5年連続でソ連サッカーリーグベスト11に選出された。
1978年にアンは高麗人として初めてサッカーソビエト連邦代表に選出された。アンはFCパフタコール・タシュケントの一員としてプレーしていたが、1979年のドニプロゼルジーンシク航空機空中衝突事故で亡くなった。

## 代表キャリア
アンは1978年9月6日のサッカーイラン代表との親善試合においてサッカーソビエト連邦代表として初出場を果たし、UEFA欧州選手権1980予選ではギリシャ戦に出場した。